# Howard Smith (acteur)
Pour les articles homonymes, voir Smith et Howard Smith.
Howard Irving Smith — né le 12 août 1893 à Attleboro (Massachusetts), mort le 10 janvier 1968 à Los Angeles (quartier d'Hollywood, Californie) — est un acteur américain, généralement crédité Howard Smith (parfois Howard I. Smith).

## Biographie
Occasionnellement chanteur dans sa jeunesse, Howard Smith débute au théâtre à Broadway (New York) comme choriste de la comédie musicale You're in Love, sur une musique de Rudolf Friml, représentée en 1917.
Il joue à nouveau sur les planches new-yorkaises entre 1937 et 1960, dans des pièces, dont deux créations notables, Dear Ruth de Norman Krasna (1944-1946, avec John Dall et Virginia Gilmore) et Mort d'un commis voyageur d'Arthur Miller (1949-1950, avec Lee J. Cobb et Mildred Dunnock).
Au cinéma, après un film muet sorti en 1918 (Jeune Amérique d'Arthur Berthelet), il revient à l'écran dans Too Much Johnson d'Orson Welles (avec le réalisateur, Joseph Cotten et Arlene Francis), sorti en 1938. À noter que cette même année 1938, il participe à la fameuse adaptation radiophonique par Orson Welles de La Guerre des mondes d'H. G. Wells.
Ultérieurement, Howard Smith apparaît dans seulement vingt autres films américains disséminés de 1946 à 1967. Parmi eux, mentionnons Le Carrefour de la mort d'Henry Hathaway (1947, avec Victor Mature et Brian Donlevy), L'Enjeu de Frank Capra (1948, avec Spencer Tracy et Katharine Hepburn), Mort d'un commis voyageur de László Benedek (1951, adaptation de la pièce précitée, où Mildred Dunnock et lui reprennent leurs rôles respectifs, aux côtés de Fredric March remplaçant Lee J. Cobb), ou encore Un homme dans la foule d'Elia Kazan (1957, avec Andy Griffith et Patricia Neal).
Pour la télévision, outre trois téléfilms, il contribue à trente-neuf séries américaines dès 1949, dont Alfred Hitchcock présente (un épisode, 1959), La Quatrième Dimension (deux épisodes, 1960-1962) et Adèle (vingt-sept épisodes, 1961-1965).
Howard Smith tient son dernier rôle au petit écran dans un épisode de Ma sorcière bien-aimée, diffusé en janvier 1967, près d'un an avant sa mort (en janvier 1968, à 74 ans).

## Théâtre à Broadway (intégrale)
(pièces, comme acteur, sauf mention contraire)
- 1917 : You're in Love, comédie musicale, musique de Rudolf Friml, lyrics et livret d'Otto Hauerbach et Edward Clark : choriste
- 1929-1930 : Jenny de Margaret Ayer Barnes et Edward Sheldon (directeur de troupe)
- 1930 : La Nuit des rois, ou Ce que vous voudrez (Twelfth Night, or What you will) de William Shakespeare (directeur de troupe)
- 1937 : Miss Quis de Ward Morehouse : Esau
- 1942 : Solitaire, adaptation par John Van Druten du roman d'Edwin Corle : Heavy
- 1942 : The Life of Reilly de William Roos : Cooper
- 1943 : Manhattan Nocturne de Roy Walling : le juge Petrie
- 1944 : Decision de (et mise en scène par) Edward Chodorov : Allen
- 1944-1946 : Dear Ruth de Norman Krasna, mise en scène de Moss Hart : le juge Harry Wilkins
- 1946 : Mr. Peebles and Mr. Hooker, adaptation par Edward E. Paramore Jr. du roman de Charles Gwens, mise en scène de Martin Ritt : M. Peebles
- 1947 : The Magic Touch de Charles Raddock et Charles Sherman : J. L. Thompson
- 1949-1950 : Mort d'un commis voyageur (Death of a Salesman) d'Arthur Miller, musique de scène d'Alex North, mise en scène d'Elia Kazan : Charley
- 1953 : Mid-Summer ou Ungilded Lily de Viña Delmar : M. Strobel
- 1953 : The Pink Elephant de John G. Fuller : Henry C. Griffin
- 1953 : A Red Rainbow de (et mise en scène par) Myron C. Fagan : l'inspecteur Scanlon
- 1954-1955 : Anniversary Waltz de Jerome Chodorov et Joseph Fields, mise en scène de Moss Hart : M. Gans
- 1959-1960 : The Gang's All Here de Jerome Laurence et Robert E. Lee, mise en scène de George Roy Hill : Higgy

## Filmographie

### Cinéma (intégrale)
- 1918 : Jeune Amérique (Young America) d'Arthur Berthelet : Jack Doray
- 1938 : Too Much Johnson d'Orson Welles : Joseph Johnson
- 1946 : Her Kind of Man de Frederick De Cordova : Bill Fellows
- 1947 : Le Carrefour de la mort (Kiss of Death) d'Henry Hathaway : le directeur de la prison
- 1948 : L'Enjeu (State of the Nation) de Frank Capra : Sam I. Parrish
- 1948 : La Dernière Rafale (The Street with No Name) de William Keighley : le commissaire Ralph Demory
- 1948 : Appelez nord 777 (Call Northside 777) d'Henry Hathaway : K. L. Palmer
- 1950 : Cry Murder de Jack Glenn : le sénateur Alden
- 1951 : Mort d'un commis voyageur (Death of a Salesman) de László Benedek : Charley
- 1953 : Amour, Délices et Golf (The Caddy) de Norman Taurog : un officiel du golf
- 1953 : N'embrassez pas les WACs (Never Wave at a WAC) de Norman Z. McLeod : le major-général Prentiss
- 1955 : Condamné au silence (The Court-Martial of Billy Mitchell) d'Otto Preminger : le président de la commission
- 1957 : Un homme dans la foule (A Face in the Crowd) d'Elia Kazan : J. B. Jeffries
- 1957 : Prenez garde à la flotte (Don't Go Near the Water) de Charles Walters : l'amiral Junius Boatwright
- 1958 : J'enterre les vivants (I Bury the Living) d'Albert Band : George Kraft
- 1958 : La Forêt interdite (Wind Across the Everglades) de Nicholas Ray : George Leggett
- 1958 : Deux farfelus au régiment (No Time for Sergeants) de Mervyn LeRoy : le major-général Eugene Bush
- 1959 : Face of Fire d'Albert Band : le shérif Nolan
- 1960 : Crime, société anonyme (Murder, Inc.) de Burt Balaban et Stuart Rosenberg : Albert Anastasia
- 1962 : Bon Voyage ! (titre original) de James Neilson : le juge Henderson
- 1964 : Le Retour d'Aladin (The Brass Bottle) d'Harry Keller : le sénateur Grindle
- 1967 : The Mystery of the Chinese Junk de Larry Peerce : Cummings

### Télévision (sélection)
(séries, sauf mention contraire)
- 1952 : The Great Merlini, téléfilm de Ted Post : Davis Belmont
- 1959 : Alfred Hitchcock présente (Alfred Hitchcock Presents)
  - Saison 4, épisode 13 Six People, Not Music de Norman Lloyd : Stanton C. Barryvale
- 1960-1962 : La Quatrième Dimension (The Twilight Zone)
  - Saison 1, épisode 30 Arrêt à Willoughby (A Stop at Willoughby, 1960) de Robert Parrish : Misrell
  - Saison 3, épisode 36 L'Ange gardien (Cavender Is Coming, 1962) de Christian Nyby : Polk
- 1961 : Au nom de la loi (Wanted: Dead or Alive)
  - Saison 3, épisode 22 L'Enlèvement (Detour) : Martin Fairweather
- 1961-1965 : Adèle (Hazel)
  - Saisons 1 à 4, 27 épisodes : Harvey Griffin
- 1962 : Ombres sur le soleil (Follow the Sun)
  - Saison unique, épisode 20 Sergeant Kolchak Fades Away de Jacques Tourneur : Fulton
- 1962 : Perry Mason, première série
  - Saison 6, épisode 7 The Case of the Unsuitable Uncle de Francis D. Lyon : Frank Warden
- 1966 : Les Arpents verts (Green Acres)
  - Saison 1, épisode 21 Qu'est-ce qu'un nom ? (What's in the Name? - le juge Murdock) de Richard L. Bare et épisode 30 La pluie arrive (The Rains Came - le juge Clemens) de Richard L. Bare
- 1967 : Ma sorcière bien-aimée (Bewitched)
  - Saison 3, épisode 20 La Vache sacrée (The Corn Is as High as a Guernsey's Eye) de William Asher : C. L. Morton